# Come Saturday Morning (альбом Лайзы Миннелли)
Liza Minnelli — пятый студийный альбом американской актрисы и певицы Лайзы Миннелли, выпущенный 26 февраля 1968 года на лейбле A&M Records.

## Об альбоме
Одноимённая песня «Come Saturday Morning» прозвучала в фильме «Бесплодная кукушка», в котором сыграла Миннелли. В 1970 году песня номинирована на премию «Оскар» как лучшая песня к фильму, а сама Миннелли получила номинацию за лучшую женскую роль. Остальные композиции представляют собой смесь в основном тогдашних поп-рок-песен. В Великобритании он был выпущен под названием Introducing Liza Minnelli.

## Список композиций
| №  | Название                     | Автор(ы)                                   | Длительность |
| -- | ---------------------------- | ------------------------------------------ | ------------ |
| 1. | «Come Saturday Morning»      | Фред Карлин, Дори Превин                   | 1:46         |
| 2. | «Raggedy Ann & Raggedy Andy» | Ларри Маркс, Мэрилин Бергман, Алан Бергман | 3:30         |
| 3. | «Leavin’ on a Jet Plane»     | Джон Денвер                                | 3:15         |
| 4. | «Wailing of the Willow»      | Гарри Нилсон                               | 2:01         |
| 5. | «Nevertheless»               | Берт Калмар, Гарри Руби                    | 2:55         |
| 6. | «Wherefore and Why»          | Гордон Лайтфут                             | 2:33         |

| №                   | Название                       | Автор(ы)                 | Длительность |
| ------------------- | ------------------------------ | ------------------------ | ------------ |
| 1.                  | «Love Story»                   | Рэнди Ньюман             | 2:21         |
| 2.                  | «On a Slow Boat to China»      | Фрэнк Лессер             | 3:19         |
| 3.                  | «Don’t Let Me Lose This Dream» | Арета Франклин, Тед Уайт | 3:00         |
| 4.                  | «Simon»                        | Питер Аллен              | 3:09         |
| 5.                  | «MacArthur Park / Didn’t We?»  | Джимми Уэбб              | 4:04         |
| Общая длительность: | Общая длительность:            | Общая длительность:      | 31:53        |